# Лирк
Лирк (др.-греч. Λύρκος) — персонаж древнегреческой мифологии. Сын Форонея. 

Известен из эллинистических поэм, пересказанных в сборнике "О любовных страстях", составленном в первом веке до нашей эры Парфением Никейским.
Когда аргивянка Ио была похищена пиратами, её отец Инах отправил людей на поиски дочери. Среди них был Лирк, обойдя и обыскав чуть не всю землю и море, и не найдя Ио, он отказался от этого занятия. Боясь гнева Инаха, он не вернулся в Аргос, а поселился в Кавне, где царствовал Эгиал. Дочь царя Илебия, увидев Лирка, влюбилась в него и упросила отца выдать её замуж за пришельца. Эгиал, выделив Лирку немалую долю своего царства и остального имущества, взял его в зятья. Прошло много времени, а у Лирка не было детей, и он отправился к оракулу в Дидимы, чтобы узнать о продолжении рода. Бог предсказал ему, что у него родится наследник от первой женщины, с которой он сойдется, покинув храм. Обрадованный Лирк стал торопиться обратно к своей жене. Однако по пути домой когда он прибыл в Бибаст (Кария) к сыну Диониса Стафилу, тот очень сердечно его принял и напоил допьяна, а когда Лирк от обилия вина потерял власть над собой, он положил рядом с ним свою дочь Гемифею. Стафил, знал о пророчестве и желал, чтобы от его дочери у него были внуки. Лирк, видя утром лежащую рядом с собой Гемифею, сильно рассердился и начал ругать Стафила, за обман. Наконец, он снял с себя пояс и отдал девушке и приказывает его беречь, пока сын не достигнет юности, чтобы у того была примета, когда он явится к своему отцу в Кавн; на этом он отплыл. Царь Эгиал, узнав о прорицании и о Гемифее, изгнал Лирка из своей земли, и тогда началась долгая война, в которой Илебия помогала мужу. Парфений не указывает чем кончилась война, но, вероятно, победой Лирка, раз он стал владеть Кавнией. Когда сын Гемифеи и Лирка (имя его было Басил), возмужав, прибыл в Кавнию. Лирк, сам уже будучи стариком, опознал его и поставил вождем над своим народом.
Этот рассказ весьма напоминает миф об Эгее и Тесее.